# Gaediopsis flavicauda
Gaediopsis flavicauda är en tvåvingeart som först beskrevs av Wulp 1890.  Gaediopsis flavicauda ingår i släktet Gaediopsis och familjen parasitflugor. Inga underarter finns listade i Catalogue of Life.